# ستيفن أرويو
ستيفن أرويو (بالإنجليزية: Stephen Arroyo)‏ هو منجم وكاتب أمريكي، ولد في 6 أكتوبر 1946 في كانساس سيتي في الولايات المتحدة.